# Phare de la Balue
Pour les articles homonymes, voir Balue.
Le phare de la Balue, phare en terre, est un des quatre phares de Saint-Malo, situé près du quartier Saint-Servan.
En alignement avec le phare des Bas-Sablons, il permet, en venant du large, l'entrée au port de Saint-Malo par le chenal intérieur de la Petite Porte.

## Historique
En 1868, le phare est allumé sur une tour carrée de pierre de taille encastrée dans un corps de logis contenant les magasins et la chambre du gardien. La construction fut approuvée dès 1866 et réalisée en même temps que le phare des Bas-Sablons. En 1896, il est peint en noir sur la partie supérieure. En 1926, il est électrifié. En août 1944, il est détruit par l'armée allemande.

## Phare actuel
En janvier 1948, le phare, reconstruit à l'identique, est de nouveau allumé avec un feu directionnel vert. En 1975, il est automatisé et télé-contrôlé. L'aide-radio fut supprimée en 2000.